# Aenus-Preis
Der Aenus-Preis wird seit 2001 an Unternehmen, Vereine, Organisationen etc. vergeben, die sich im Gebiet der oberösterreichisch-bayerischen Inn-Salzach-Euregio um grenzüberschreitende Zusammenarbeit bemühen.
Der Preis ist eine Initiative des Braunauer Journalisten Reinhold Klika von der Agentur Innblick und wird von zahlreichen Organisationen und Unternehmen unterstützt. Prominente Ehrengäste bei der Preisverleihung waren bisher Wirtschaftskammer-Präsident Christoph Leitl, Außenministerin Benita Ferrero-Waldner, EU-Kommissar Franz Fischler, Erhard Busek, Othmar Karas, LH Thomas Stelzer usw.

## Preisträger
2001
- Grenzgänger-Landesverband Oberösterreich
- Unternehmen F & K Delvotec aus Braunau am Inn

2003
- Geothermie Braunau am Inn-Simbach am Inn
- Inn-Salzach-Euregio-Jugendorchester
- Grenzoffensive

2006
- Krankenhaus Braunau und Simbach
- Musikhauptschulen Schärding und Ruhstorf an der Rott
- Gemeinden Wernstein am Inn und Neuburg am Inn
- Verein FEPO

2008
- Messe Braunau
- Personenkomitee Kopfing
- Ornithologische ARGE Unterer Inn

2011
- Druckerei Vierlinger
- Rotes Kreuz (grenzüberschreitender Rettungsdienst)

2014
- Arnstorfer Tafel
- Alpenvereine Braunau und Simbach
- heuteessen.com

2017
- Bürgerinsel Burghausen
- „Turbo“-HTL Braunau
- Hochwasserhilfe Feuerwehren im Großraum Braunau-Simbach und im Raum Schärding-Neuhaus